# Dyasma thaumatopoeides
Dyasma thaumatopoeides är en fjärilsart som beskrevs av Schultze 1934. Dyasma thaumatopoeides ingår i släktet Dyasma och familjen tofsspinnare. Inga underarter finns listade i Catalogue of Life.